# Везуль-Уэст
Везу́ль-Уэст (фр. Vesoul-Ouest) — кантон во Франции, находится в регионе Франш-Конте, департамент Верхняя Сона. Входит в состав округа Везуль.
Код INSEE кантона — 7029.

## Население
Население кантона на 2010 год составляло 17 700 человек.
| 1962 | 1968 | 1975 | 1982 | 1990 | 1999 | 2010   |
| ---- | ---- | ---- | ---- | ---- | ---- | ------ |
| -    | -    | -    | -    | -    | -    | 17 700 |

## Коммуны кантона
Всего в кантон входят 12 коммун, из них главной является Везуль.
| Коммуна            | Население, чел. (2010) | Почтовый индекс | Код INSEE |
| ------------------ | ---------------------- | --------------- | --------- |
| Андлар             | 119                    | 70000           | 70019     |
| Андларро           | 242                    | 70000           | 70020     |
| Вевр-э-Монтой      | 2293                   | 70000           | 70513     |
| Везуль             | 15 761                 | 70000           | 70550     |
| Мон-ле-Вернуа      | 156                    | 70000           | 70367     |
| Монтиньи-ле-Везуль | 658                    | 70000           | 70363     |
| Нуадан-ле-Везуль   | 2076                   | 70000           | 70388     |
| Пюзе               | 1557                   | 70000           | 70428     |
| Пюзи-э-Эпну        | 545                    | 70000           | 70429     |
| Шармуай            | 442                    | 70000           | 70136     |
| Шарье              | 220                    | 70000           | 70134     |
| Эшно-ла-Мелин      | 3065                   | 70000           | 70207     |